# Bardone
Bardone è una frazione del comune di Terenzo, in provincia di Parma.
La località dista 1,84 km dal capoluogo.

## Geografia fisica
Il piccolo borgo appenninico sorge alla base del monte Prinzera, su un altopiano affacciato sulla val Sporzana.

## Origini del nome
La località deve il suo nome alla denominazione longobarda del passo della Cisa, noto all'epoca "monte Bardone", da Mons Langobardorum, e alla strada omonima che, attraversando il piccolo borgo, collegava il regno di Pavia al ducato di Tuscia.

## Storia
Il primo nucleo abitato di Bardone fu fondato non più tardi della prima metà del VI secolo, all'incirca a metà della salita appenninica della strada romana che univa Parma e Luni; il tracciato divenne di importanza strategica in epoca longobarda, in quanto costituiva l'unico collegamento tra la pianura Padana e la Toscana. Sorse allora anche l'originaria cappella in stile paleocristiano, successivamente modificata più volte nei secoli anche grazie alla crescente importanza dalla strada, che, nota in epoca medievale come via di monte Bardone, per secoli fu percorsa dai numerosi pellegrini diretti a Roma dal Nord Europa.
Il territorio di Bardone e la catena montuosa che lo collega all'odierno passo della Cisa furono donati nell'879 dal re d'Italia Carlomanno di Baviera al vescovo di Parma Guibodo che a sua volta li inserì nei beni del Capitolo della Cattedrale di Parma; l'investitura alla diocesi fu confermata nel 1195 da parte dell'imperatore del Sacro Romano Impero Enrico IV di Franconia.
In epoca medievale fu edificato per volere del vescovo un castello a presidio del borgo; la struttura, oggi scomparsa, fu innalzata sul colle a ovest del centro abitato, in posizione dominante sulla vallata.
Intorno al 1400 i Rossi riuscirono a ottenere dalla diocesi il controllo del feudo, di cui furono ufficialmente investiti nel 1413 dall'imperatore Sigismondo di Lussemburgo. Nel 1418 i conti vi insediarono in qualità di podestà Niccolò Palmia, appartenente alla nobile famiglia che nel 1343 aveva alienato ai Rossi il vicino borgo di Palmia.
Nel 1448 il vescovo di Parma Delfino della Pergola tentò invano di rivendicare il possesso del castello, che nel 1464 Pier Maria II de' Rossi destinò nel testamento al figlio Bertrando; quest'ultimo morì nel 1502 senza eredi diretti, perciò i suoi beni furono assegnati al nipote Troilo I, marchese di San Secondo. Nel 1510 il cugino Filippo Maria de' Rossi, rivendicando la mancata eredità paterna causata dalla guerra dei Rossi, espugnò il castello di Bardone, ma Troilo I contrattaccò e rientrò in breve tempo in possesso del feudo.
Nel 1635 Troilo IV de' Rossi fu dichiarato reo di ribellione dal duca di Parma Odoardo I Farnese, che confiscò tutte le sue terre, comprendenti oltre a Bardone i feudi di San Secondo, Berceto, Roccaprebalza, Roccalanzona e Corniana. Il fratello Scipione I, che servì a lungo il regno di Spagna, nel 1657 riuscì con l'aiuto del re Filippo IV a convincere il duca Ranuccio II ad annullare il decreto del 1635, a fronte tuttavia di un pesantissimo indebitamento, che nel 1666 lo costrinse a cedere tutti i feudi appenninici alla Camera ducale di Parma. Nel 1667 Bardone fu assegnata ai conti Tiburzio, Francesco e Ippolito Cantelli.
Nel 1781 il duca Ferdinando di Borbone investì del feudo il conte Francesco Galantino, amministratore delle Finanze Ducali, già proprietario dell'odierno Palazzo Marchi di Parma e della Villa Galantina di Vicomero; tuttavia l'anno seguente il nobile fu accusato di illeciti amministrativi e ne nacque un contenzioso che si protrasse per lunghi anni; nel frattempo i decreti napoleonici del 1805 abolirono i diritti feudali nell'ex ducato di Parma e Piacenza.
Agli inizi del XX secolo l'isolamento del borgo, che nel 1837 contava 261 abitanti, comportò l'emigrazione di numerosi bardonesi diretti all'estero, mentre negli anni successivi alla seconda guerra mondiale i trasferimenti si rivolsero prevalentemente verso la città di Parma.

## Monumenti e luoghi d'interesse

### Pieve di Santa Maria Assunta

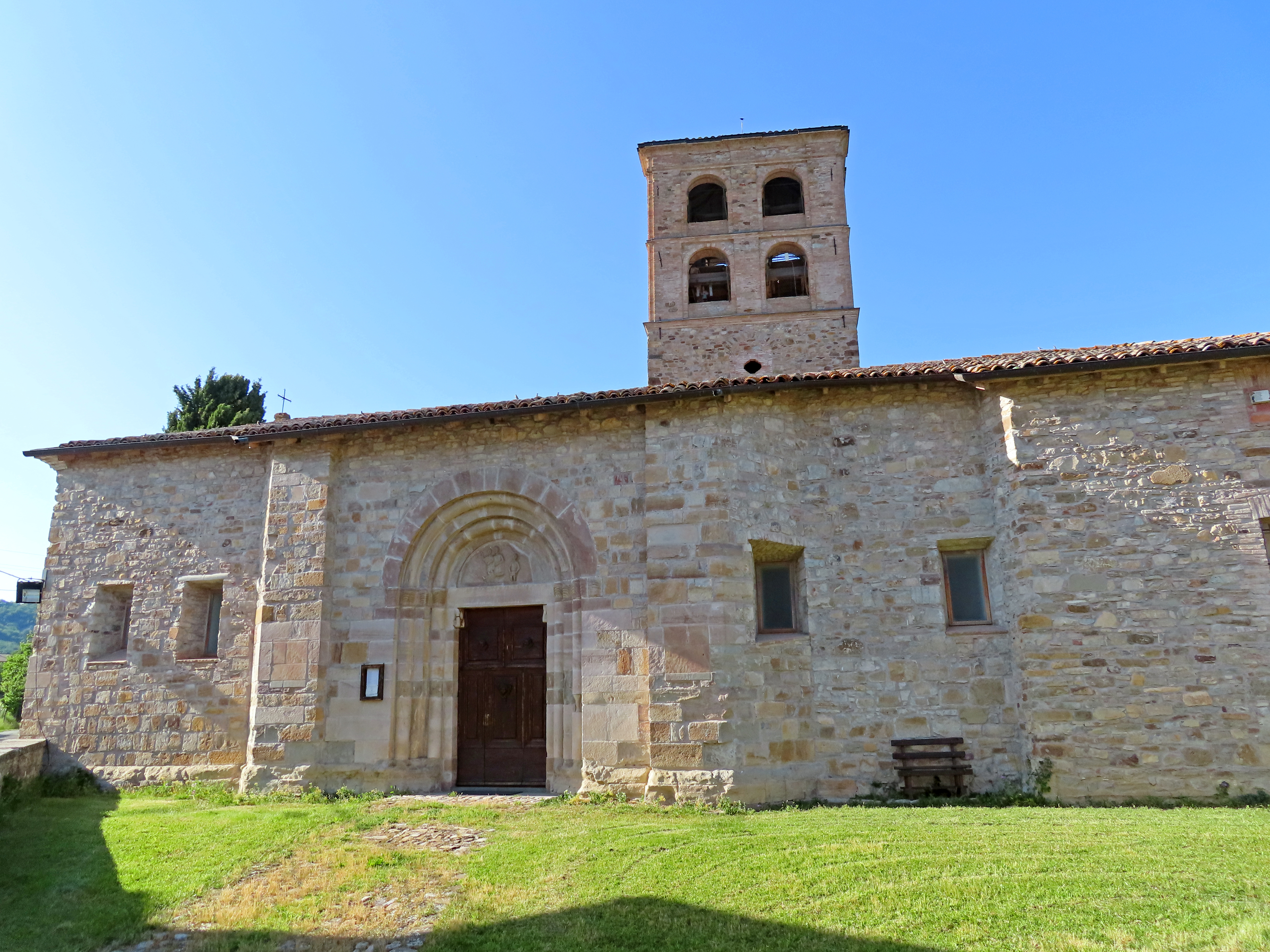
Ingresso laterale della pieve

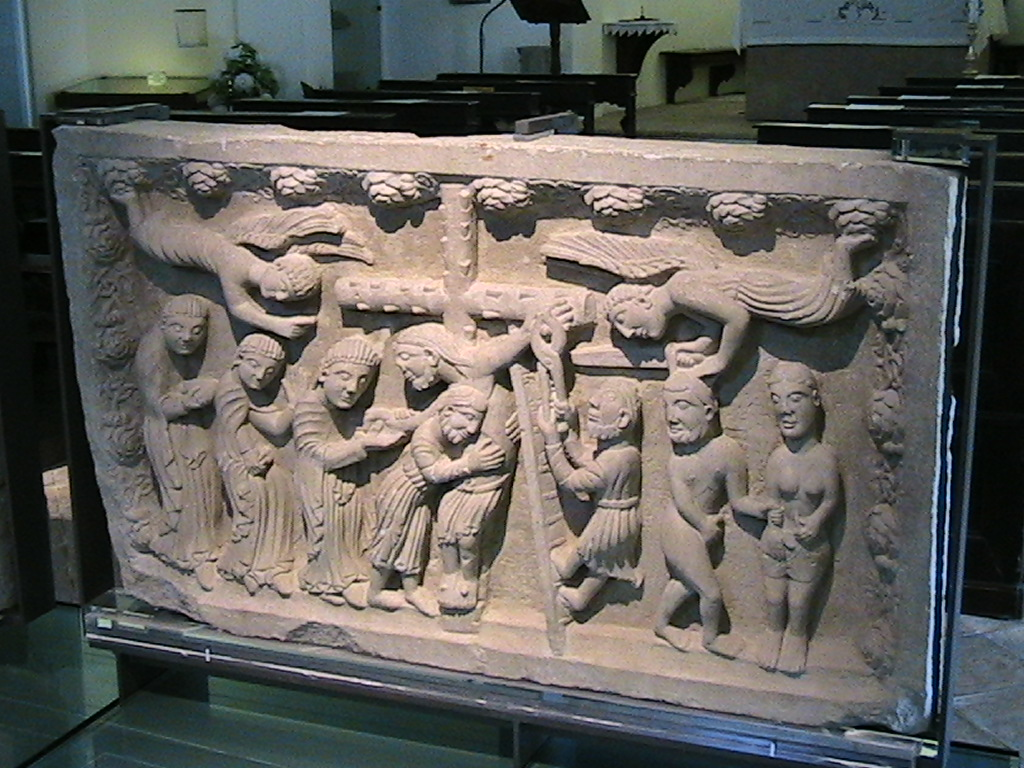
Lastra della Deposizione dalla croce

Edificata originariamente in stile paleocristiano probabilmente già nel VI secolo, la pieve fu ricostruita in stile romanico nel IX e modificata a più riprese nel XIII, nel XVI e soprattutto tra il 1640 e il 1670; la chiesa conserva numerose sculture risalenti al XIII secolo, tra cui alcune parti dell'ambone romanico smembrato della pieve di Santa Maria Assunta di Fornovo di Taro; oltre alla coppia di leoni stilofori e alle statue di Santa Margherita, San Pietro e San Paolo, risultano di particolare pregio le due lastre della Glorificazione di Santa Margherita e della Deposizione dalla croce, realizzate da un artista di scuola antelamica.

### Castello
Innalzato per volere del vescovo di Parma in epoca medievale sul colle a ovest del centro abitato, il castello appartenne dal XIV secolo al 1666 ai Rossi e successivamente fu assegnato ai Cantelli e infine al conte Francesco Galantino, ma cadde nel tempo in degrado fino alla sua completa distruzione; oggi non ne rimane più alcuna traccia.